# Albert I de Vermandois
Albert I, także Adalbert I, zwany Pobożny (ur. prawdopodobnie między 931 a 934 – zm. 8 września 987 roku) – hrabia Vermandois w latach 943–987. Przedstawiciel dynastii Herbertynów, wywodzącej się od Bernarda Longobardzkiego, nieślubnego syna Pepina (syna Karola Wielkiego).
Siódme, przedostatnie dziecko Herberta II i Adeli, córki Roberta I, króla Franków. Jego rodzeństwem byli: Otton, sojusznik Ludwika IV Zamorskiego, Adela, żona Arnulfa I Wielkiego, Hugo, arcybiskup Reims, Herbert (III) Stary, hrabia Omois, Meux i Troyes, mąż Eadgifu (wdowy po Karolu III Prostaku i córki króla Wessexu Edwarda Starszego), Luitgarda (żona księcia Normandii Wilhelma I Długiego Miecza, a potem hrabiego Blois Tybalda I Oszusta), Robert, hrabia Meaux i Troyes oraz Gwidon, hrabia Soissons.
Po śmierci ojca, Herberta III, w 943 roku jego terytoria zostały podzielone. Otto objął Amiens, Hugo jako arcybiskup Reims objął też okoliczne tereny, Herbert – Omois, a Robert – Meaux i Troyes. Albert I ostatecznie w 946 objął hrabstwo Vermandois. Jego brat Hugo został zainstalowany przez ojca w 940 jako arcybiskup Reims, ale w 946 Ludwik IV Zamorski je odbił i usunął Hugo. Papież Agapit II początkowo wziął go w obronę, ale w 948 brat Alberta został ostatecznie odwołany i ekskomunikowany przez papieża, na jego miejsce powołano Artolda. Hrabia Vermandois został sojusznikiem Ludwika IV. W 951 roku jego brat Herbert Stary porwał z klasztoru ukochaną matkę Ludwika IV, Eadgifu (wówczas wdowę), co rozwścieczyło króla i pogorszyło ich relację. Albert I odnowił klasztor w Homblières, a nowy zbudował w Mont-Saint-Quentin. Po elekcji Hugo Kapeta na króla początkowo był mu przeciwny, ale ostatecznie przysiągł mu wierność i jeszcze w tym samym roku zmarł. Został pochowany w Saint-Quentin.
Jego pierwszą żoną była nieznanego pochodzenia Hermesinda, która w 947 razem z mężem założyła benedyktyński konwent w Bucilly. Nie doczekali się dzieci. Między 949 a 954 ożenił po raz drugi się z Gerbergą, córką księcia Lotaryngii Gizelberta i Gerbergi saskiej (siostry Ottona Wielkiego, późniejszej żony Ludwika IV). Doczekali się trzech synów i prawdopodobnie córki:
- Herberta III (954–993/1002), dziedzica hrabstwa, który abdykował przed 1010;
- Otto (950/5–958/9 lub 986/7), hrabia Carignan i założyciel linii władającej w Chiny.
- Ludolfa (957-przed 986), biskupa Noyon (być może syn Herberta III);
- Eleonory (zm. po 986), żony Gauthiera de Saint-Aubert.